# Kagrra,
Kagrra, foi uma banda japonesa de rock visual kei formada em 1998 em Tóquio. Kagrra é uma alteração da palavra japonesa 神楽 - kagura - que significa "música dos deuses".
A banda desenvolveu o estilo neo-japanesque criado pelos próprios membros da banda, estilo que tenta transformar a música contemporânea em algo o mais japonês possível. Atualmente a banda largou completamente o visual kei, numa tentativa de alcançar um público maior, mas sem perder a sua musicalidade conhecida por todos os fãs espalhados pelo mundo.
As letras eram escritas por Isshi, que usava kanjis antigos e muitas vezes desconhecidos pelos estudantes de japonês. As letras falam de romances perdidos, além de contar histórias que nos remetem a um Japão antigo, onde homens conviviam com deuses e demônios.

## Carreira
Tudo começou em Hokkaido, e Nao e Izumi estudavam na mesma escola. Então, Izumi entrou para uma banda da mesma escola, e nesta banda Nao tocava baixo, e foi aonde ficaram amigos. Em busca de melhorar suas habilidades como baterista, Izumi, após terminar o colegial, foi para Tóquio estudar em um conservátorio, onde conheceu Isshi e resolveram montar uma outra banda.
Enquanto isso Nao, ficou em Hokkaido sem tocar em lugar nenhum, até um dia em que Izumi ligou, perguntando se Nao estava interessado em se juntar a ele e Isshi. Nao não soube o que responder, então Izumi mostrou a demotape por telefone, o futuro baixista gostou e decidiu ir para Tóquio depois de conversar com sua família e receber o apoio do irmão mais velho, que lhe ensinara a tocar baixo. Então, os dois, além de tocar na mesma banda, moravam juntos em cima de uma loja de ramen, do tio de Izumi, que segundo o próprio era um local onde cabia 12 tatames. Eles passaram por dificuldades, pois não administravam bem o dinheiro que recebiam da família e às vezes passavam fome.
Por dois anos eles ficaram nessa situação, até que resolveram dar um tempo na banda, ficaram separados por um ano e meio. A banda se reuniu e decidiu que precisavam de dois guitarristas, então espalharam anúncios e receberam um telefonema de dois guitarristas que queriam entrar nessa nova banda.
Shin e Akiya, se conheceram em uma banda que havia terminado, e estavam procurando, separados, por uma nova banda, até que um dia se encontram por acaso, quando liam um desses anúncios espalhados pelo Kagrra,. Os dois resolveram ligar juntos, e então marcaram de encontrar com Isshi para que pudessem se conhecer, mas Isshi não pode ir (pois estava dormindo), então ele ligou para Nao e pediu que fosse em seu lugar. Ao chegar no lugar, Nao pensou que os dois  guitarristas eram bandidos, pois tinham a pele bronzeada e se vestiam como surfistas. Depois de algum tempo de conversa, foram se encontrar com o resto da banda. Naquele mesmo dia ficou evidente que aquela seria mais do que uma banda, seria um grupo de amigos.
Em 2010, a banda comemorou seu 10 º aniversário com uma nova turnê e um evento especial no Shibuya O-West em 3 de março. A publicação de novos singles estava prevista para junho e agosto do mesmo ano.

### Fim da banda e morte de Isshi
Em 10 de novembro de 2010, foi anunciado que o Kagrra, iria se desformar depois de dez anos de atividade. Como um pedido final, os membros da banda pediram que os fãs se referissem á aquele evento como morte, não como desmembramento da banda. A banda estabeleceu que eles iriam dar o último adeus aos seus fãs com um CD, e uma última turnê. O CD, intitulado Hyakki Kenran foi lançado em 2 de fevereiro de 2011, e a turnê final começou em 13 de fevereiro e terminou com um concerto final em Tóquio, no C.C Lemon Hall.
Em 25 de julho, foi anunciado que o vocalista Isshi havia falecido em sua casa no dia 18 do mesmo mês, aos 32 anos de idade. As causas da morte, não foram divulgadas pela família.

## Membros
Isshi (一志) (vocal)
- Data de nascimento: 7 de dezembro de 1978
- Data de falecimento: 18 de julho de 2011
- Cidade natal：Nagano
- Sobre: Isshi era fascinado pela mitologia xintoista e budista, além de adorar estudar kanjis antigos. Sua maior vontade é que a música do Kagrra fosse apreciada em todo planeta.

Akiya (楓弥) (guitarra)
- Data de nascimento: 25 de agosto de 1980
- Cidade natal：Ibaraki

Sobre: Akiya é fã de Sugizo, guitarrista do Luna Sea. Em alguns shows, já chegou a tocar uma guitarra de 12 cordas. Grande parte das músicas do Kagrra foram compostas por ele. Guitarra personalizada do Akiya
Shin (真) (guitarra)
- Data de nascimento: 11 de setembro de 1979
- Cidade natal： Saitama
- Sobre: Em alguns shows, Shin toca koto, um instrumento de cordas tipicamente japonês. Considerado o mais tímido da banda, na época do CROW, Shin usava uma máscara para esconder seu rosto. Guitarra personalizada do Shin

Nao (女雅) (baixo)
- Data de nascimento: 5 de fevereiro de 1979
- Cidade natal：Hokkaido
- Sobre: Também conhecido como "Carisma-sensei", não é o mais simpático e falante da banda. Quando pequeno, seu irmão ensinou-lhe a tocar baixo e o admitiu que Nao era melhor que ele. Baixo personalizado do Nao

Izumi (白水) (bateria)
- Data de nascimento: 11 de fevereiro de 1979
- Cidade natal：Hokkaido
- Sobre: Líder da banda, Izumi já produziu e dirigiu um especial sobre histórias de fantasmas, lançado pela própria banda.

## Discografia
2009 
- [21/10] Shiki (single)
- [01/04] Shu (álbum)

 2008 
- [10/09] Uzu (maxi-single)
- [09/01] Core (álbum)

 2007 
- [14/02] Shizuku (álbum)

 2006 
- [02/11] Utakata (maxi-single)
- [27/09] Kiseki~Ni (dvd/PV Collection)
- [07/07] Sacra (photobook)
- [01/02] Chikai no Tsuki (maxi-single)

 2005 
- [30/11]  Unsanmusyo  (dvd live)
- [03/08]  Sara～Natsukashi no Rakuen～  (dvd live)
- [20/07]  San  (álbum)
- [02/02]  Gen'ei no Katachi  (maxi-single)
- [02/02]  Sarasouju no Komoriuta   (maxi-single)

 2004 
- [27/10]  Omou  (maxi-single)
- [21/07]  Miyako ~Inishie no Tobira ga ima ..~  (dvd)
- [21/07]  Rin  (maxi-single)
- [07/04]  Kaika Sengen ~ Ouka Ranman  (dvd-Live/PV)
- [03/03]  Miyako  (álbum)
- [01/01]  Urei  (single)

 2003 
- [19/11] Hisai (dvd)
- [24/09]  Oukan Ranman  (mini-álbum)
- [30/07]  Yotogibanashi  (maxi-single)
- [28/05]  Haru urara  (maxi-single)
- [05/05]  Gozen ~ shashinshou  (photobook)

 2002 
- [04/10]  Kotodama (maxi-single)
- [04/10]  Sakura maichiru ano oka de  (maxi-single)
- [16/06]  Yume Izuru chi  (VHS)
- [05/05]  Kakashi  (single)
- [05/05]  Irohanihoheto  (single)
- [01/05]  Kirameki  (mini-álbum)
- [03/04]  Yume IZURU chi  (maxi-single)
- [06/03]  Kagrra Fuuunroku  (VHS)
- [06/03]  Sakura 2nd Press  (mini-álbum)

 2001 
- [19/12]  Nue 3rd Press  (mini-álbum)
- [03/10]  Irodori  (mini-álbum)
- [21/07]  Tsuretsure mama ni  (single)
- [29/06]  Kami uta  (single)
- [25/06]  Memami  (single)
- [27/04]  Genwaku no Jokei  (single)
- [03/03]  Sakura  (mini-álbum)
- [03/03]  Nue 2nd Press  (mini-álbum)

 2000 
- [01/12] Nue  (mini-álbum)
- [26/06] Kotodama (demotape)

 1999 
- [13/06] Hyakuyae (demo-tape)